# Fiat Ducato

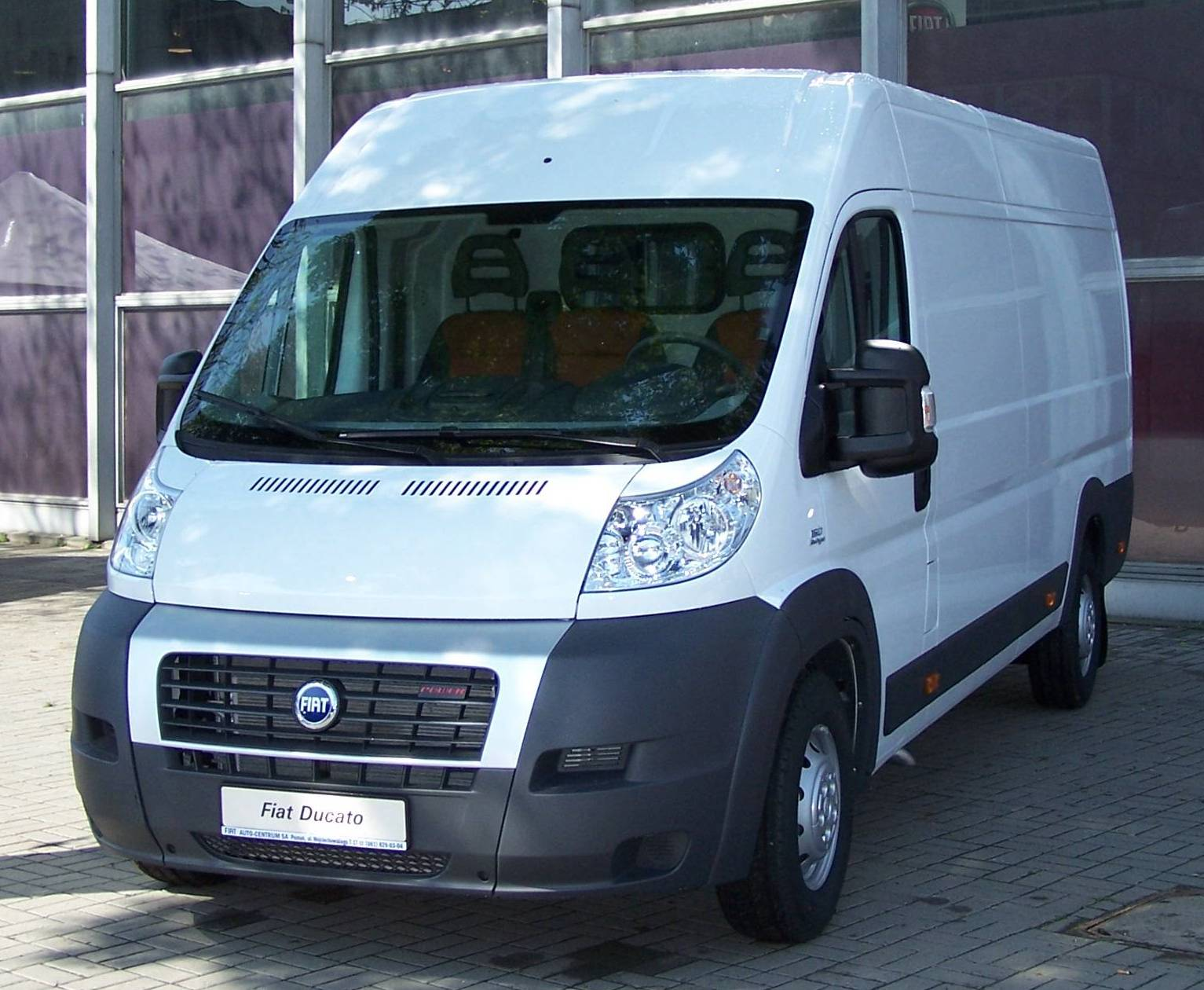
Fiat Ducato, derde generatie

De Fiat Ducato is een bestelwagenmodel uit het middensegment, ontwikkeld door de joint venture Sevel (Società Europea Veicoli Leggeri) tussen de Italiaanse fabrikant Fiat en Groupe PSA, dat geproduceerd wordt sinds 1981. De eerste generatie werd ook verkocht als de Citroën C25, Peugeot J5, Alfa Romeo AR6 en Talbot Express, terwijl de tweede en derde generaties op de markt werden gebracht als Fiat Ducato, Citroën Jumper en Peugeot Boxer. Sinds de derde generatie (op de markt sinds 2013) is de bestelauto ook als Ram ProMaster voor de Verenigde Staten en Canada beschikbaar. De laatste versie van de bestelauto is de derde generatie Opel Movano, deze werd in 2021 beschikbaar als gevolg van de overname van Opel door Stellantis.
De bestelwagen wordt, in verbouwde vorm, in Nederland ook gebruikt in het openbaar vervoer, zie hiervoor het artikel Tribus Civitas.

## Eerste generatie (1981-1993)
De Ducato werd voor het eerst gelanceerd in 1981 en was het resultaat van de samenwerking van Fiat met PSA Peugeot Citroën, die resulteerde in de ontwikkeling van een bestelwagen vanaf 1978. De auto's werden vervaardigd in de fabriek van Sevel Val di Sangro in Atessa, Midden-Italië, samen met de vergelijkbare Alfa Romeo AR6, Citroën C25 en Peugeot J5-versies. De Peugeot J5 werd in het Verenigd Koninkrijk verkocht als de Talbot Express (1986-1994). De samenwerking tussen Fiat en PSA had eerder de Fiat 242 en Citroën C35 uit 1974 opgeleverd.
Uitrustingsniveaus waren basis, S en SX. Modelvarianten werden genoemd naar het laadvermogen: Ducato 10 (1,0 ton), Ducato 13 (1,3 ton), Ducato 14 (1,4 ton) en Ducato Maxi 18 (1,8 ton). De eerste generatie Ducato was erg populair als basis voor kampeerauto's. Een versie met een korte wielbasis werd verkocht als Fiat Talento.

### Motoren
| Type            | Motor                  | Volume  | Kleppen           | Brandstofsysteem                   | Max. vermogen bij toerental | Max. koppel bij toerental | Opmerking                     |
| --------------- | ---------------------- | ------- | ----------------- | ---------------------------------- | --------------------------- | ------------------------- | ----------------------------- |
| Benzine Motoren |                        |         |                   |                                    |                             |                           |                               |
| 1800            | PSA 169B               | 1796 cc | OHV 8v            | Carburateur                        | 51 kW (69 pk) 4800 tpm      | 136 Nm bij 2300 tpm       |                               |
| 2000            | PSA 170B               | 1971 cc | OHV 8v            | Carburateur                        | 57 kW (78 pk) 5000 tpm      | 152 Nm bij 2500 tpm       |                               |
| 2000            | PSA 170C               | 1971 cc | OHV 8v            | Carburateur                        | 63 kW (86 pk) 4750 tpm      | 160 Nm bij 2500 tpm       |                               |
| 2000 KAT        | PSA 170D               | 1971 cc | OHV 8v            | Carburateur                        | 62 kW (84 pk) 4750 tpm      | 160 Nm bij 2500 tpm       |                               |
| Diesel motoren  |                        |         |                   |                                    |                             |                           |                               |
| 1929 D          | Fiat 149B1000          | 1929 cc | SOHC 8v           | Indirecte brandstofinspuiting      | 51 kW (69 pk) 4600 tpm      | 120 Nm bij 2500 tpm       | Alleen Fiat/Alfa Romeo        |
| 1929 TD         | Fiat 280A1000          | 1929 cc | SOHC 8v           | Indirecte brandstofinspuiting      | 60 kW (82 pk) 4100 tpm      | 181 Nm bij 2500 tpm       | Alleen Fiat/Alfa Romeo        |
| 2445 TD         | Sofim 8144.21          | 2445 cc | SOHC 8v           | Directe brandstofinspuiting        | 68 kW (92 pk) 4100 tpm      | 216 Nm bij 2200 tpm       | Alleen Fiat/Alfa Romeo        |
| 2445 D          | Sofim 8144.61          | 2445 cc | SOHC 8v           | Indirecte brandstofinspuiting      | 53 kW (82 pk) 4200 tpm      | 147 Nm bij 2400 tpm       | Alleen Fiat/Alfa Romeo        |
| 2500 D          | Sofim 8144.07          | 2500 cc | SOHC 8v           | Indirecte brandstofinspuiting      | 55 kW (75 pk) 4200 tpm      | 162 Nm bij 2200 tpm       | Alleen Fiat/Alfa Romeo        |
| 2500 D          | Sofim 8144.67          | 2500 cc | SOHC 8v           | Indirecte brandstofinspuiting      | 55 kW (75 pk) 4200 tpm      | 162 Nm bij 2200 tpm       | Alleen Fiat/Alfa Romeo        |
| 2500 TD         | Sofim 8140.27          | 2500 cc | SOHC 8v           | Indirecte brandstofinspuiting      | 70 kW (95 pk) 4800 tpm      | 216 Nm bij 2000 tpm       | Alleen Fiat/Alfa Romeo        |
| 1900 D          | PSA XUD9 A (D9B)       | 1905 cc | SOHC 8v           | Indirecte brandstofinspuiting      | 51 kW (69 pk) 4600 tpm      | 120 Nm bij 2000 tpm       | Alleen Citroen/Peugeot/Talbot |
| 2500 D          | PSA CRD93L (U25/661)   | 2500 cc | SOHC 8v           | Indirecte brandstofinspuiting      | 54 kW (73 pk) 4250 tpm      | 149 Nm bij 2250 tpm       | Alleen Citroen/Peugeot/Talbot |
| 2500 TD         | PSA CRD93LS (U25/673)  | 2500 cc | SOHC 8v           | Indirecte brandstofinspuiting      | 70 kW (95 pk) 4800 tpm      | 210 Nm bij 2000 tpm       | Alleen Citroen/Peugeot/Talbot |
| Elektro motoren |                        |         |                   |                                    |                             |                           |                               |
| Elektrisch      | Leroy-Somer T29C LT250 | —       | Gelijkstroommotor | 28 VRLA Lood-Gel accu's 6V DC 160A | 43 kW (58,5 pk) 1550 tpm    | 230 Nm bij 1550 tpm       | Alleen Fiat/Alfa Romeo        |

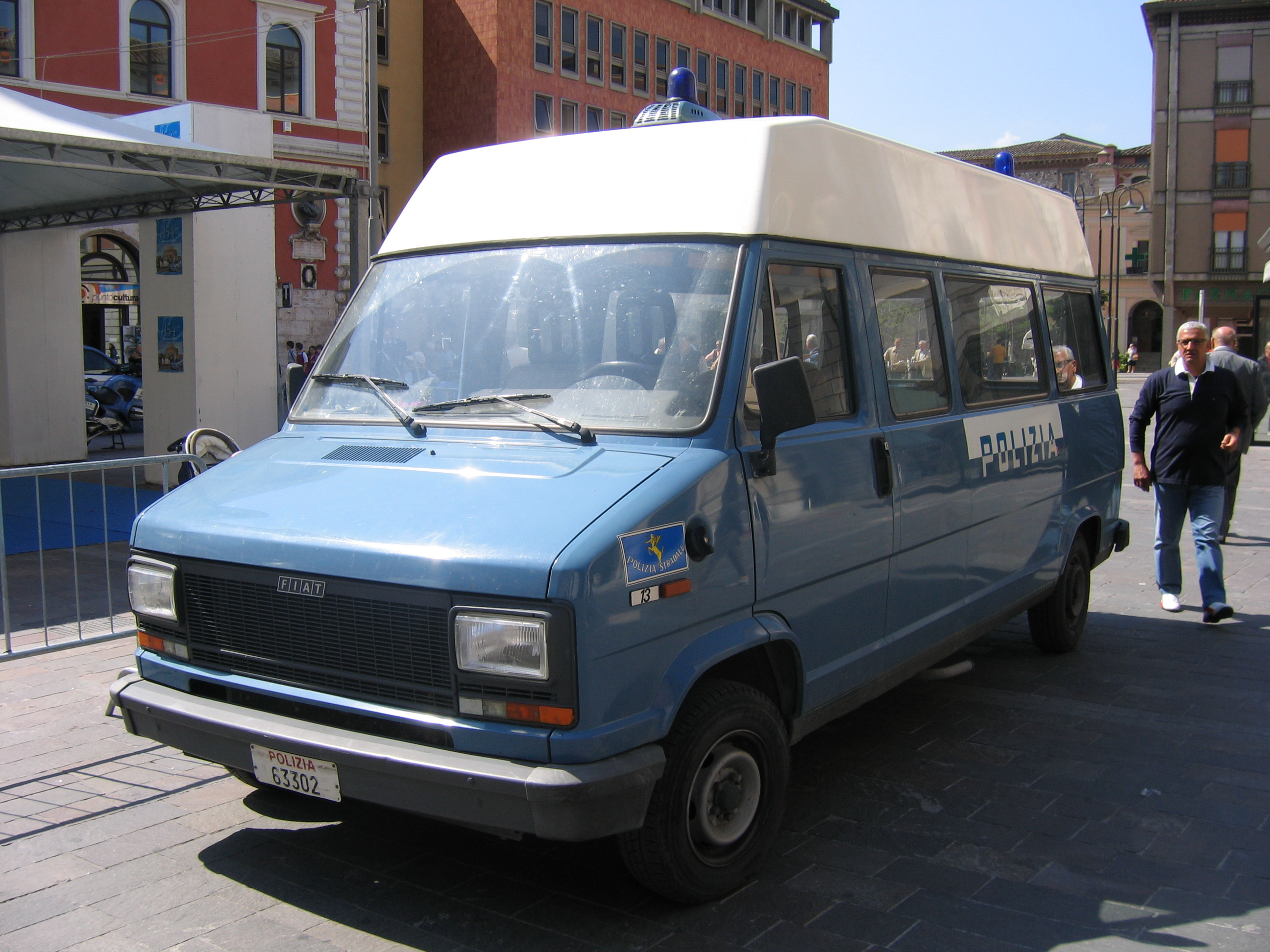
Eerste generatie Fiat Ducato
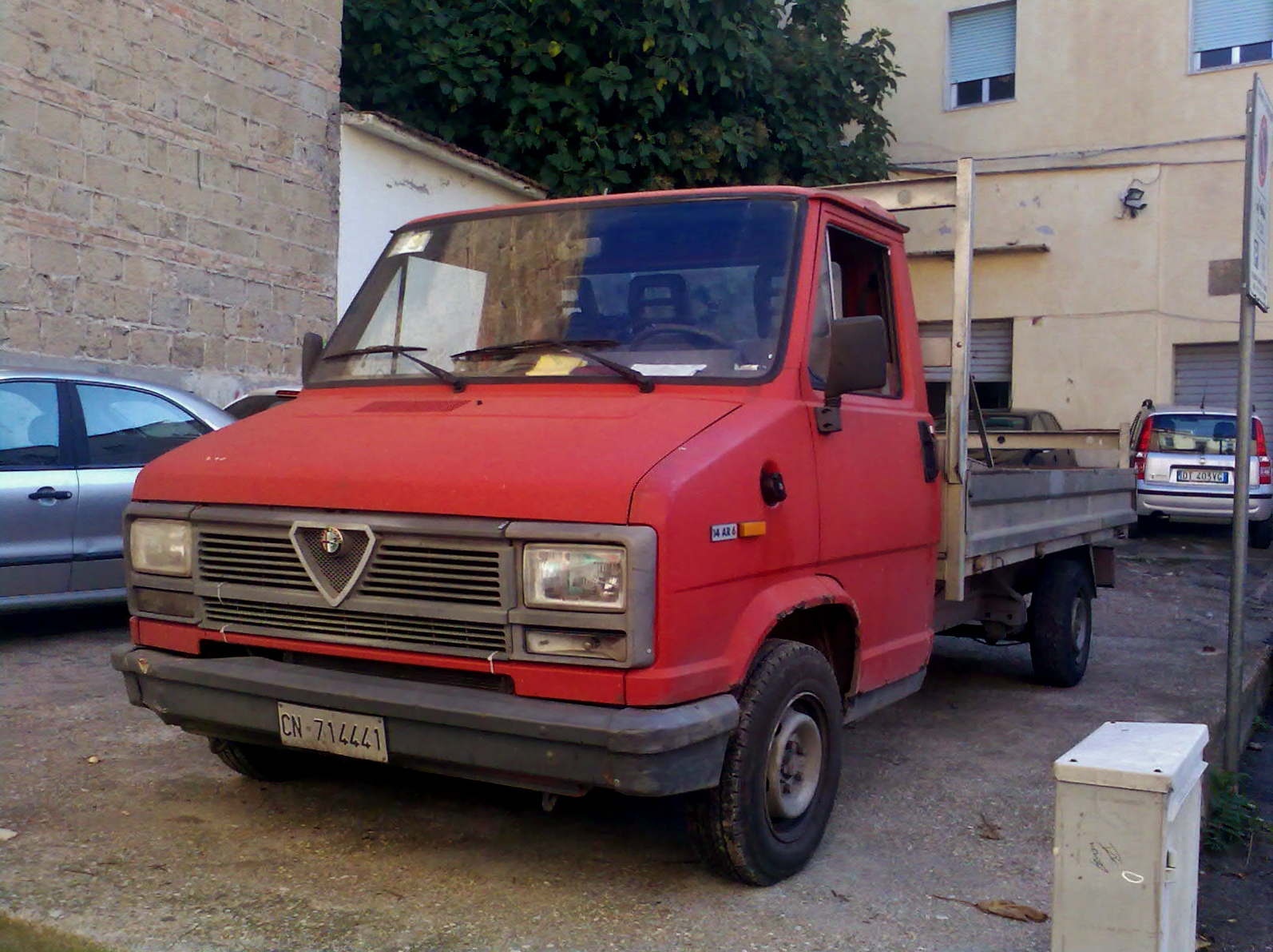
Alfa Romeo AR6
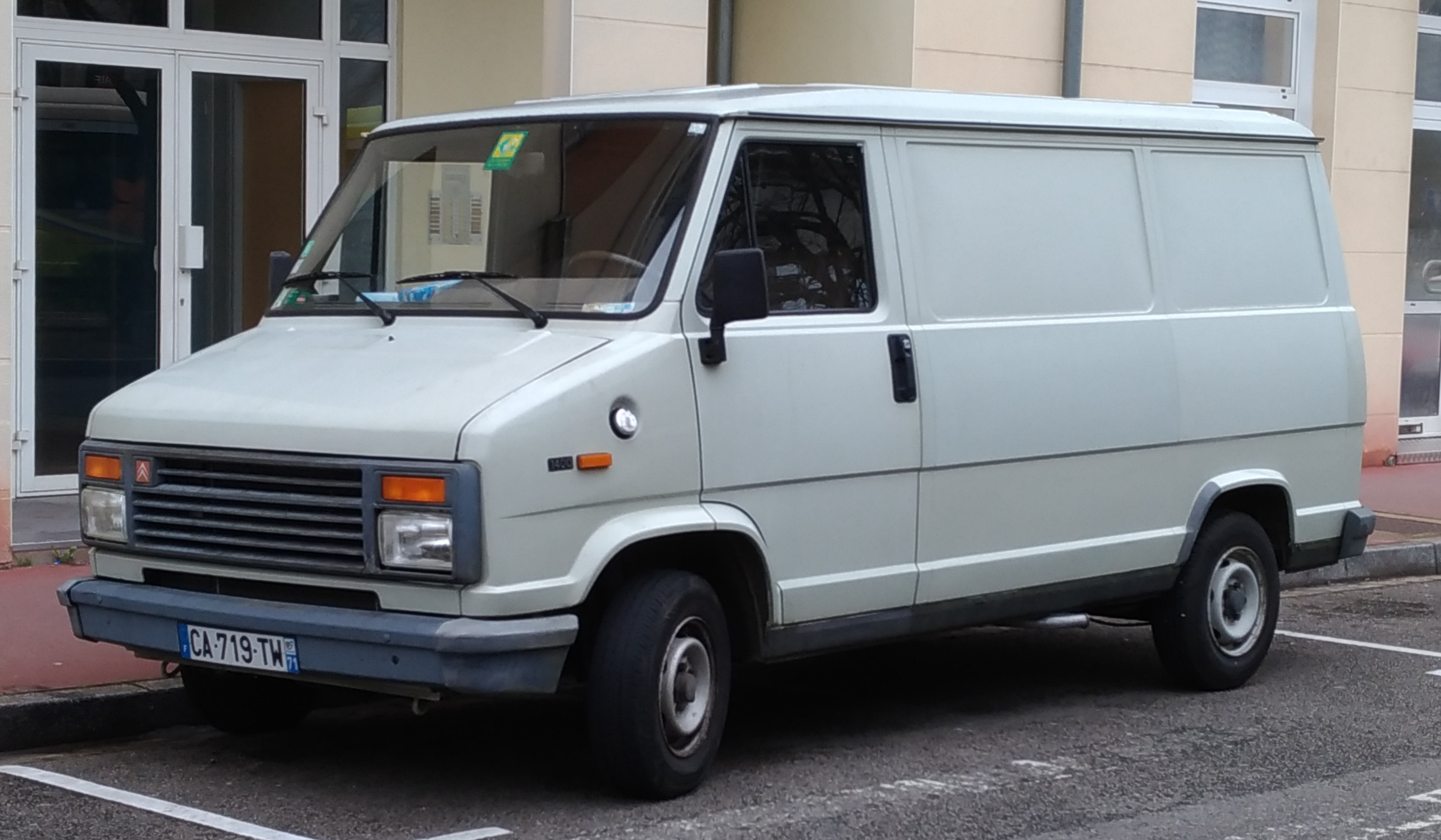
Citroën C25
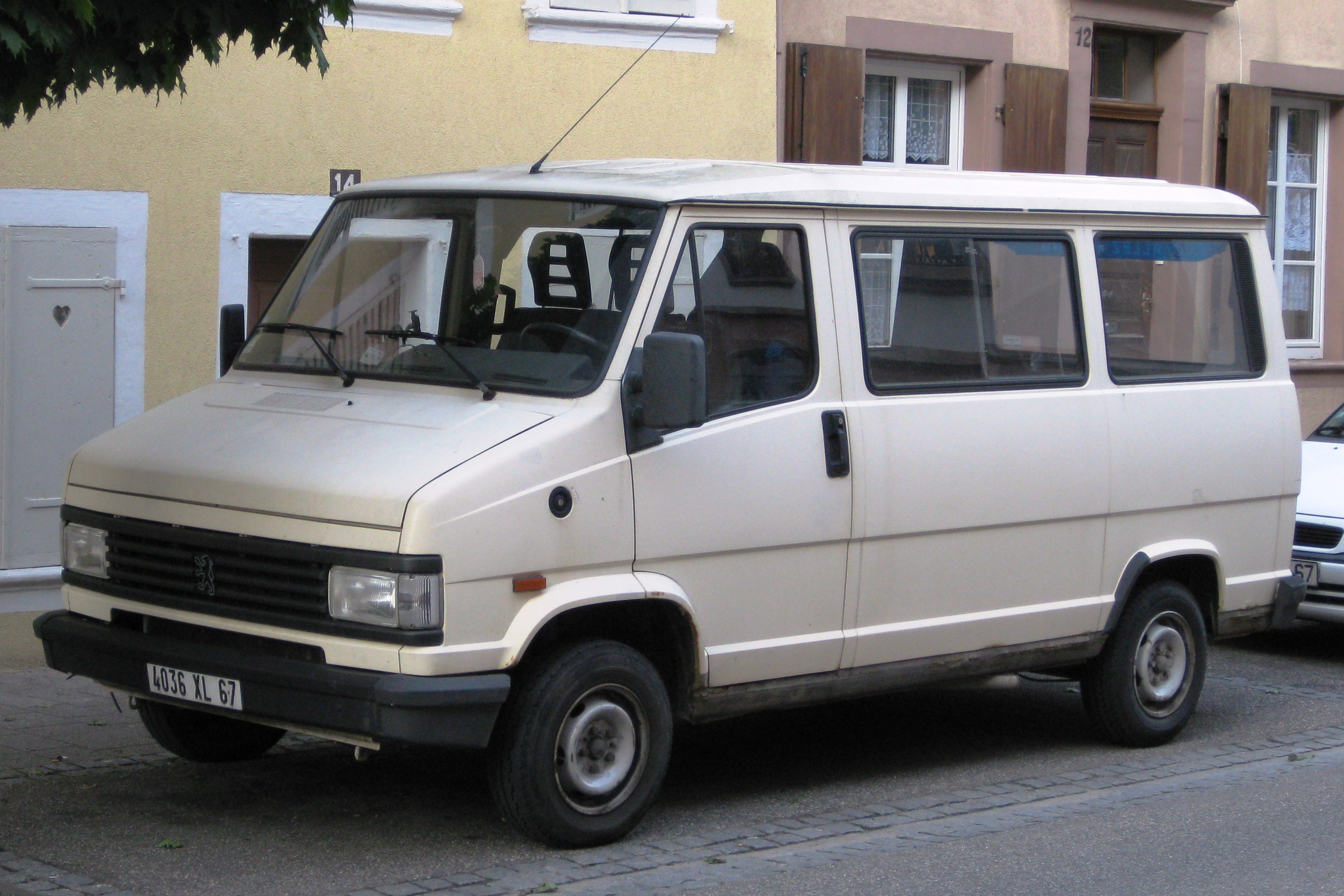
Peugeot J5
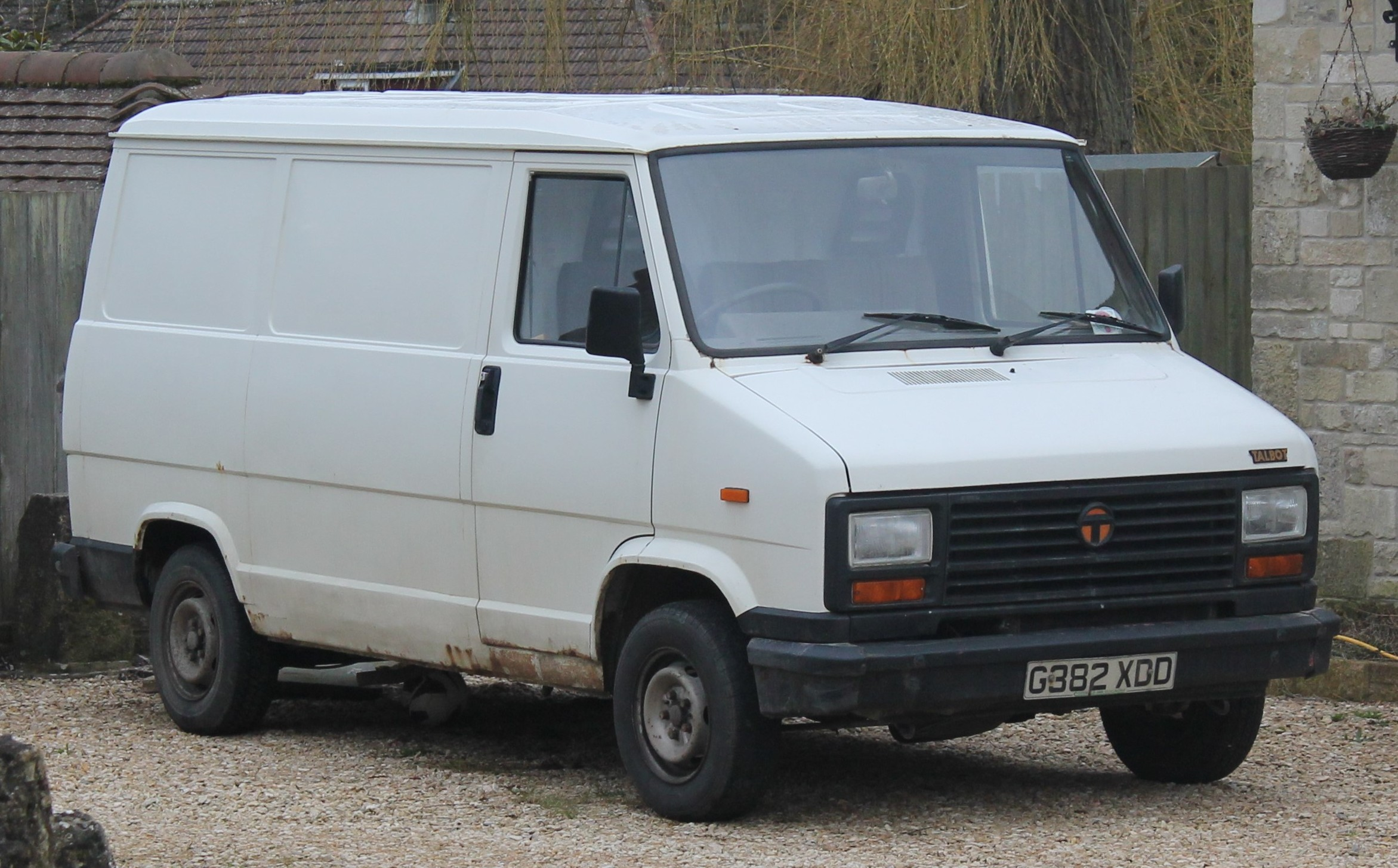
Talbot Express

## Tweede generatie (1993-2006)
Een nieuwe versie van de Sevel-bestelwagen verscheen in 1993. Peugeot noemde het model Boxer terwijl Citroën het Jumper (en in het Verenigd Koninkrijk Relay) noemde.
De tweede serie werd gerestyled in februari 2002, met de toevoeging van stootlijsten aan de achter- en zijkant stootlijsten en andere grille aan de voorkant.

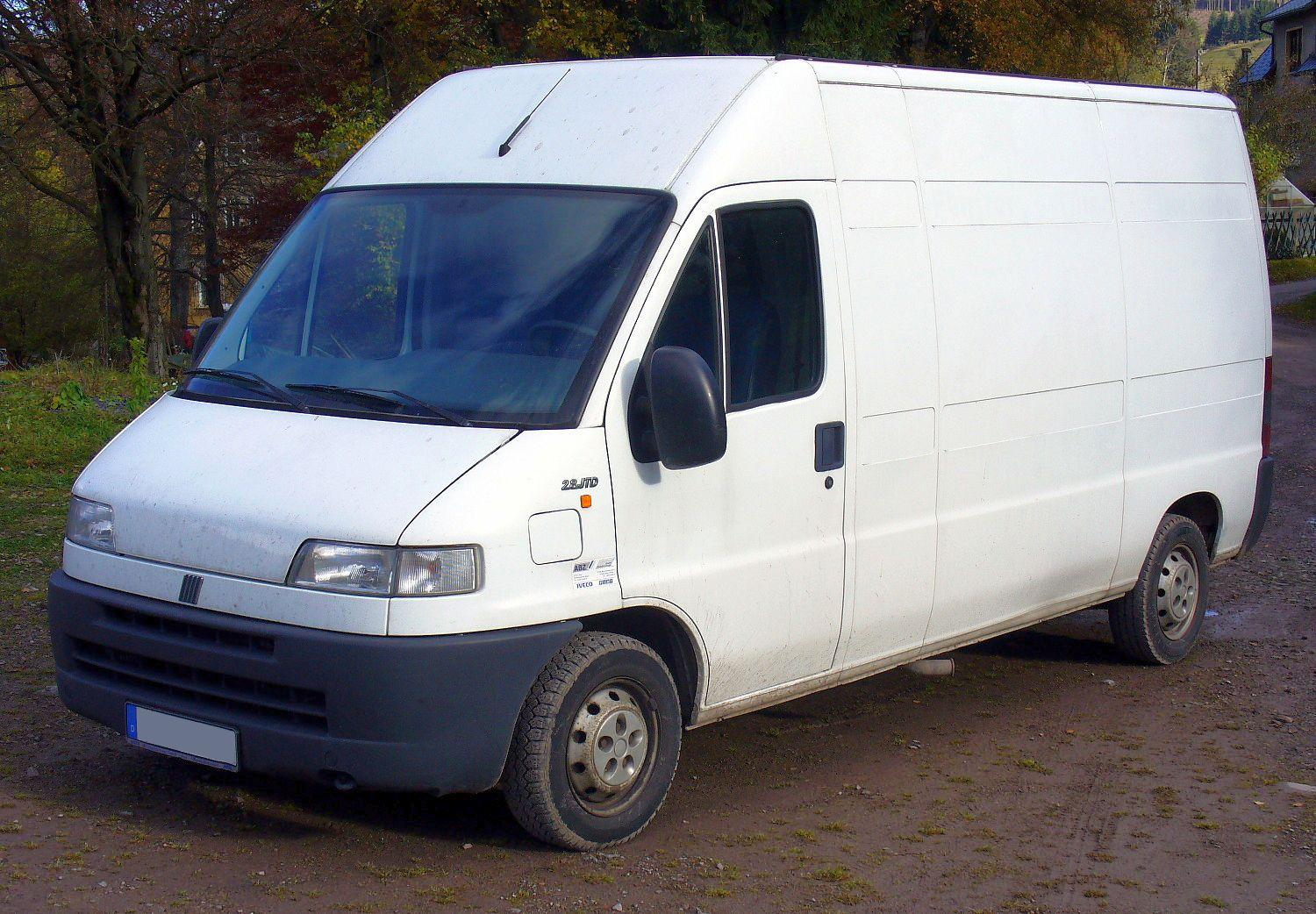
Tweede generatie Fiat Ducato
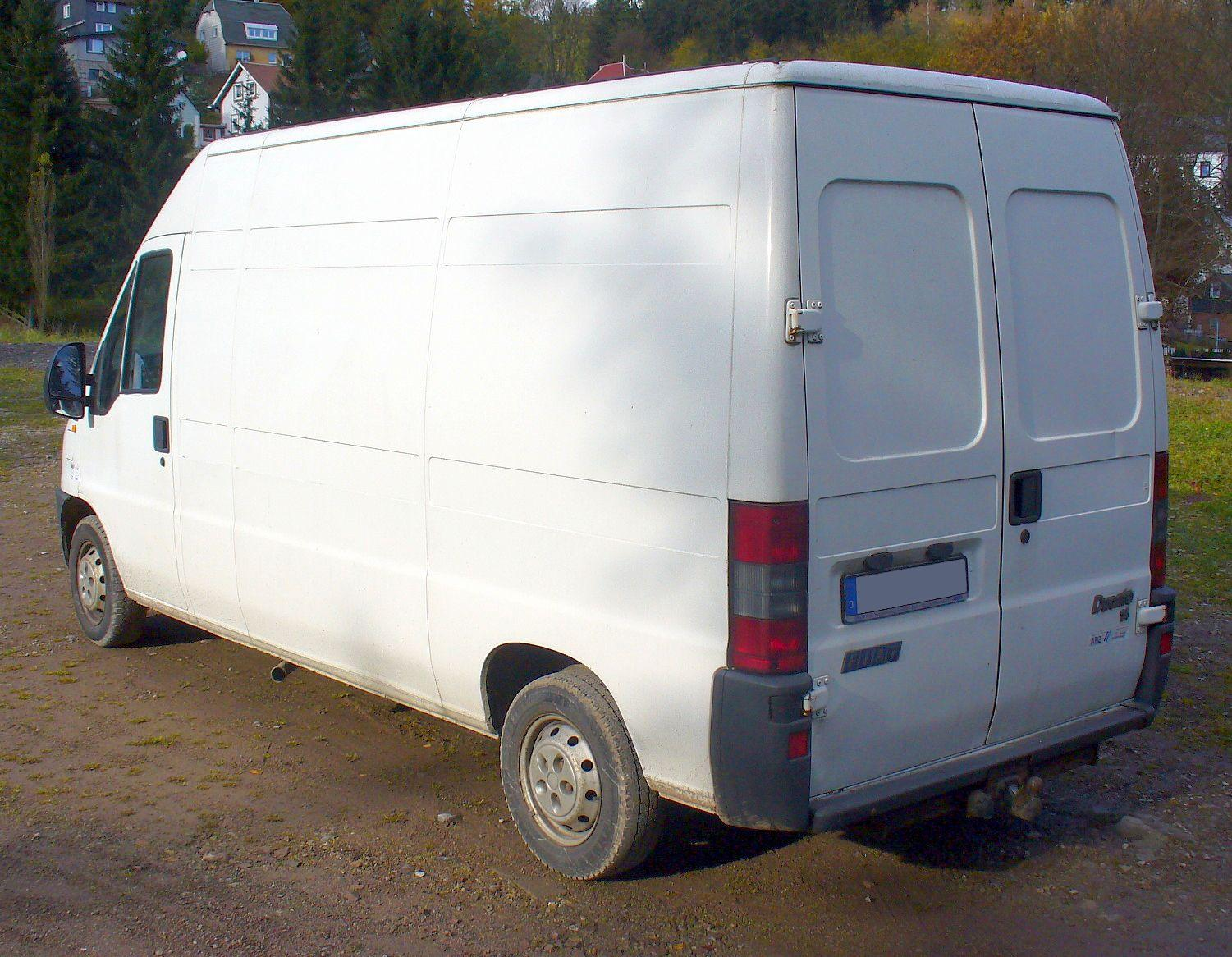
Tweede generatie Fiat Ducato, achterzijde
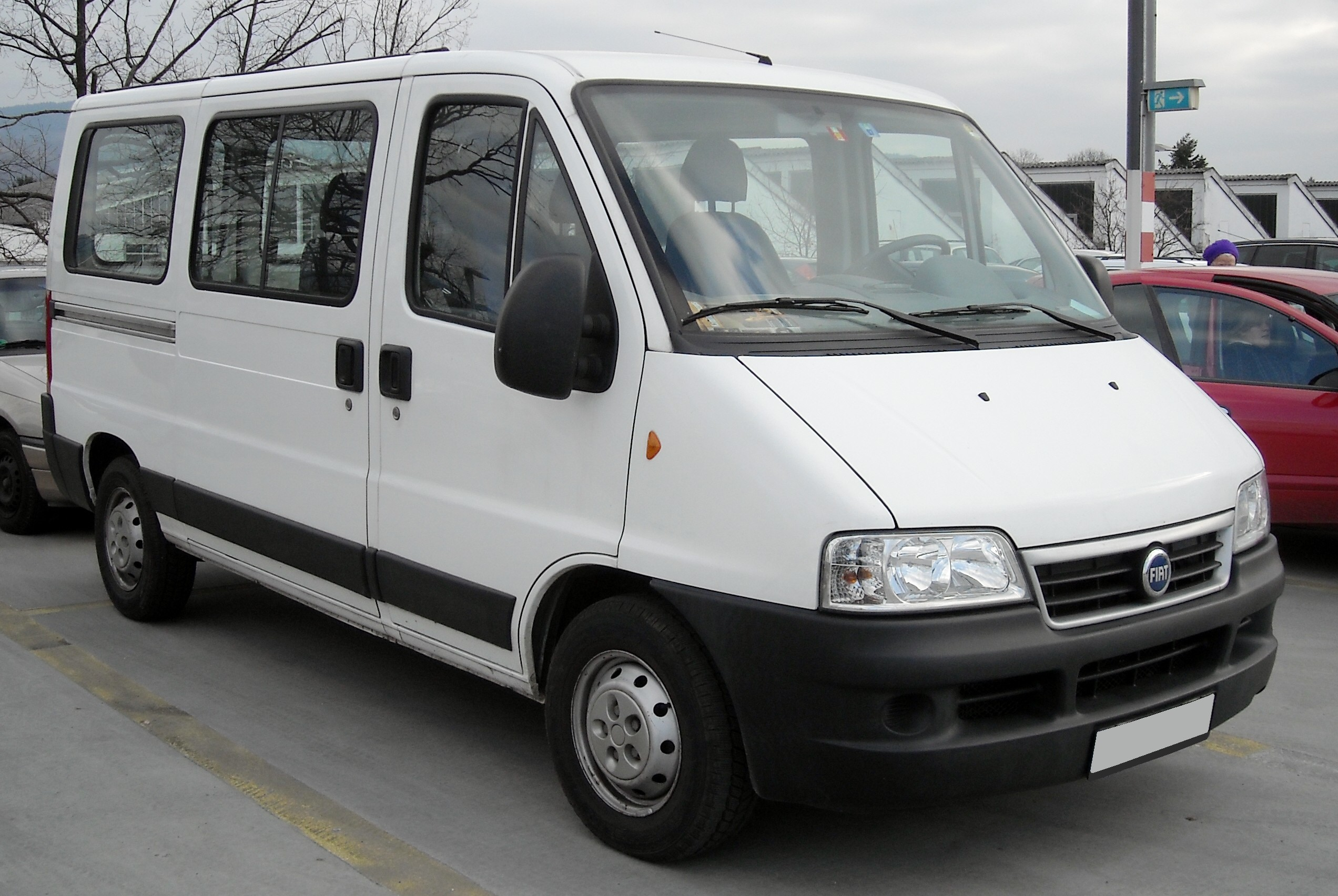
Tweede generatie Fiat Ducato, facelift
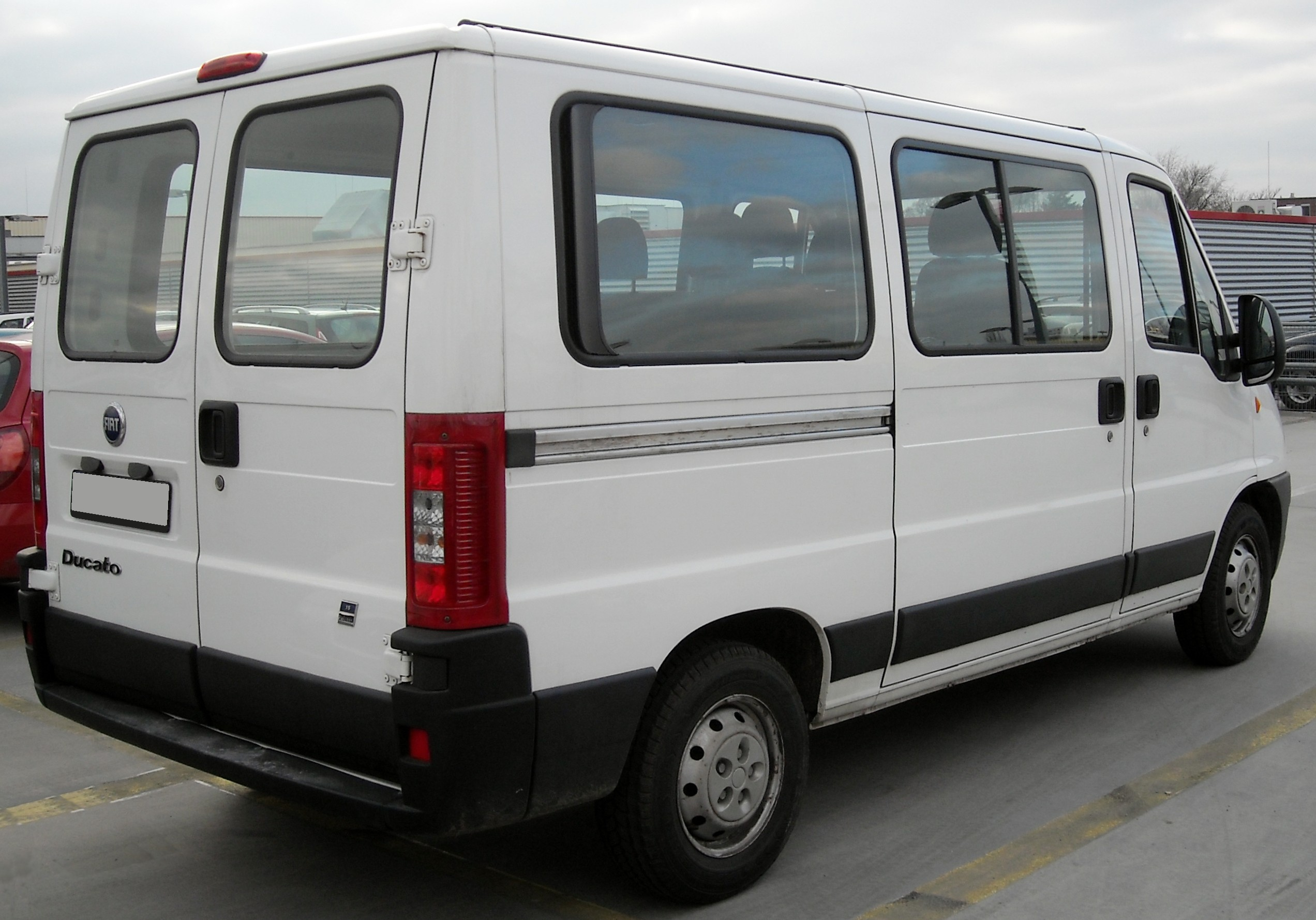
Tweede generatie Fiat Ducato, achterzijde facelift

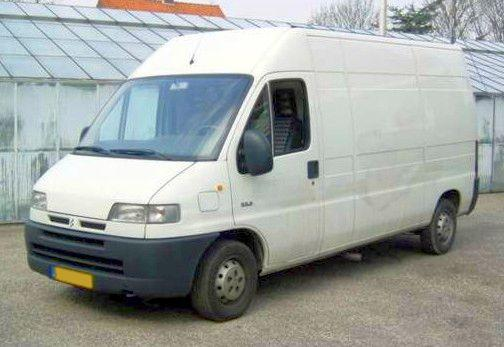
Eerste generatie Citroën Jumper
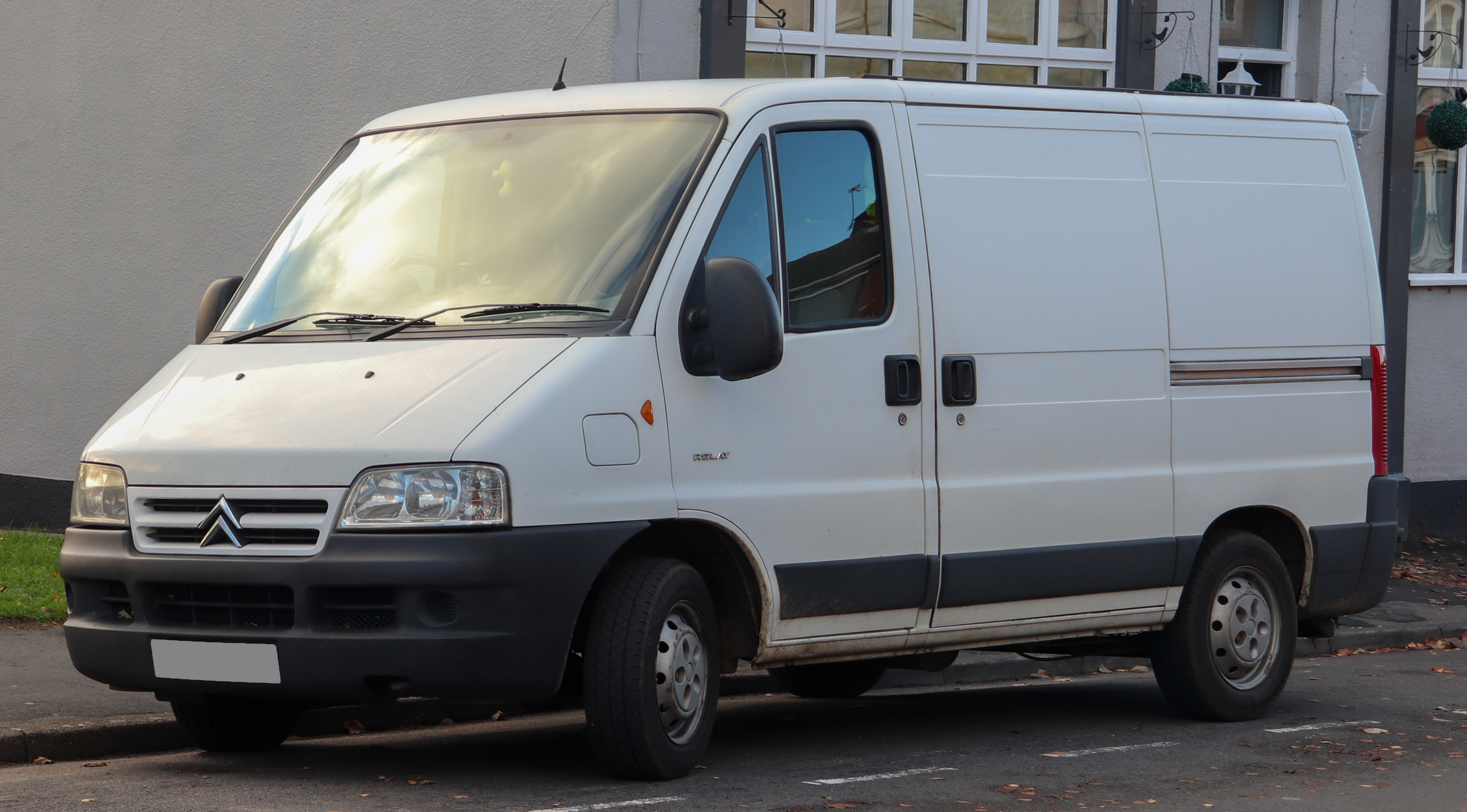
Eerste generatie Citroën Jumper, facelift
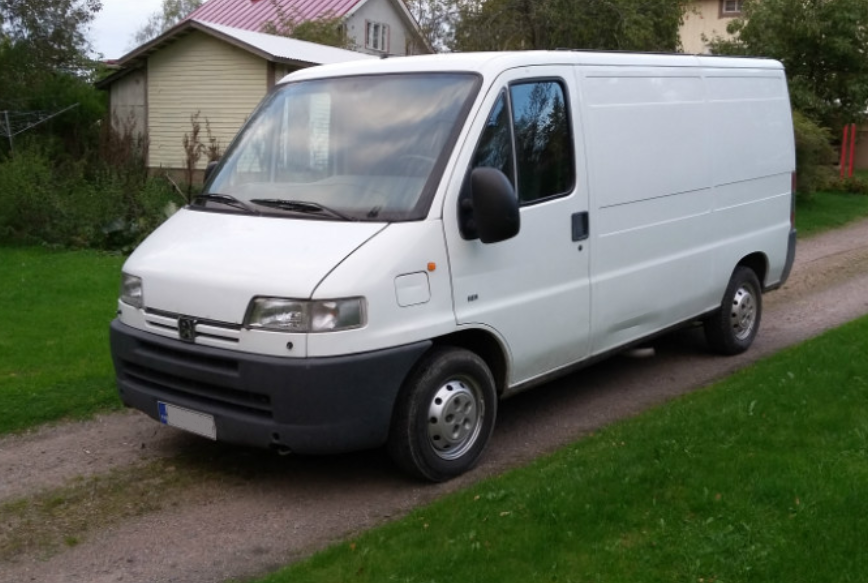
Eerste generatie Peugeot Boxer
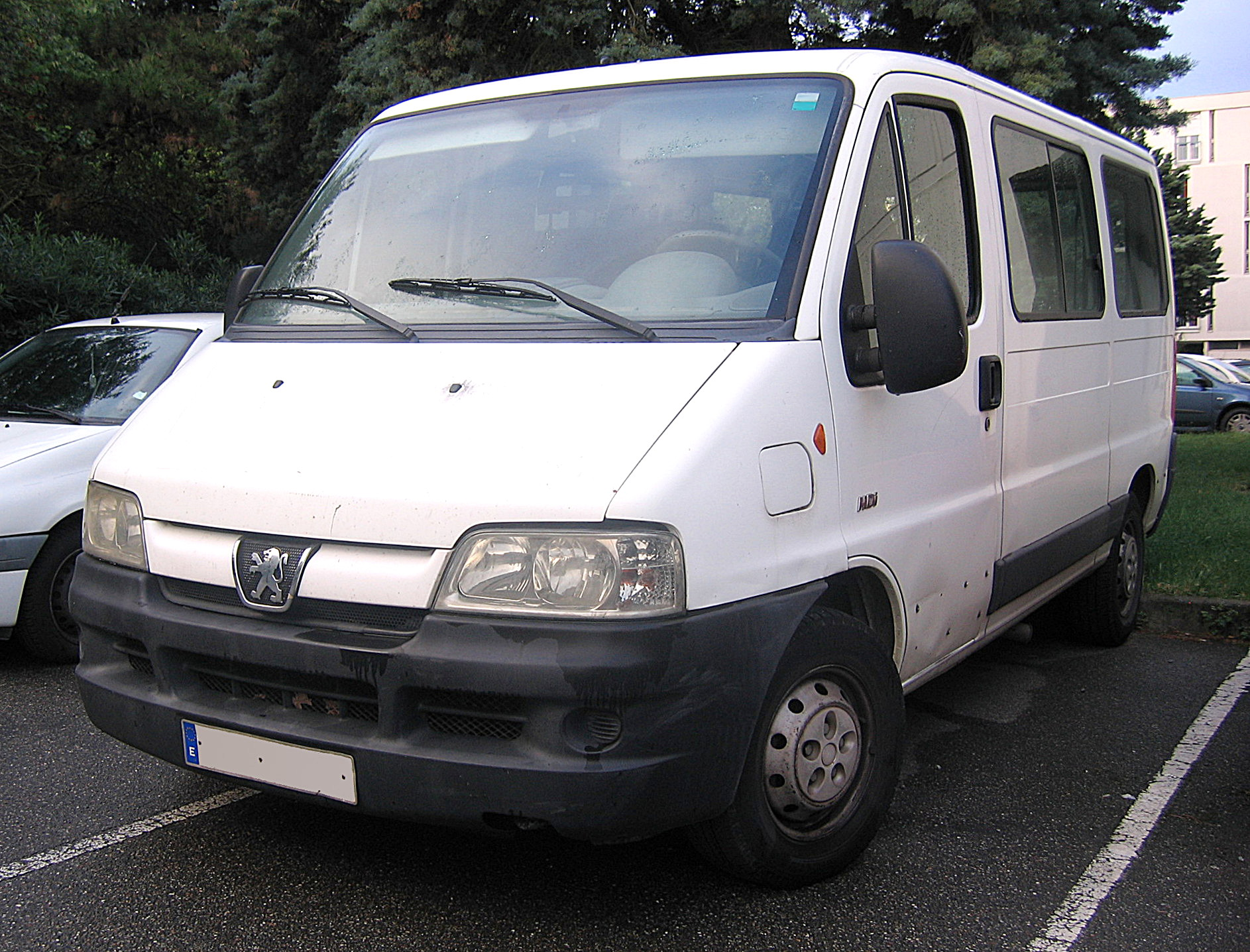
Eerste generatie Peugeot Boxer, facelift

## Derde generatie (2006-heden)
De derde generatie van de Sevel-bestelwagen werd gelanceerd in september 2006, als eerste de Jumper/Relay, gevolgd door de Boxer in juni en de Ducato later dat jaar. De auto was in vele varianten beschikbaar, zowel voor personen- voor goederenvervoer. De gewichten werden opnieuw verhoogd, met de volgende aanduidingen voor het totale gewicht: Ducato 30 (3 ton), Ducato 33 (3,3 ton), Ducato Maxi 35 (3,5 ton) en Ducato Maxi 40 (4 ton).
Eind 2011 werden de Fiat Ducato, Citroën Jumper en Peugeot Boxer gemoderniseerd. Hoewel de carrosserie slechts minimaal werd veranderd, waren de motoren krachtiger en hadden ze een lager verbruik. Door een aangepast dashboard kreeg het interieur meer de uitstraling van een personenauto. Naast nieuwe bedieningselementen voor de airconditioning kwam er ook een nieuwe geïntegreerde radio, een houder voor een navigatiesysteem en moderne tweekleurige stoelbekleding en nieuwe zijpanelen in de deuren.

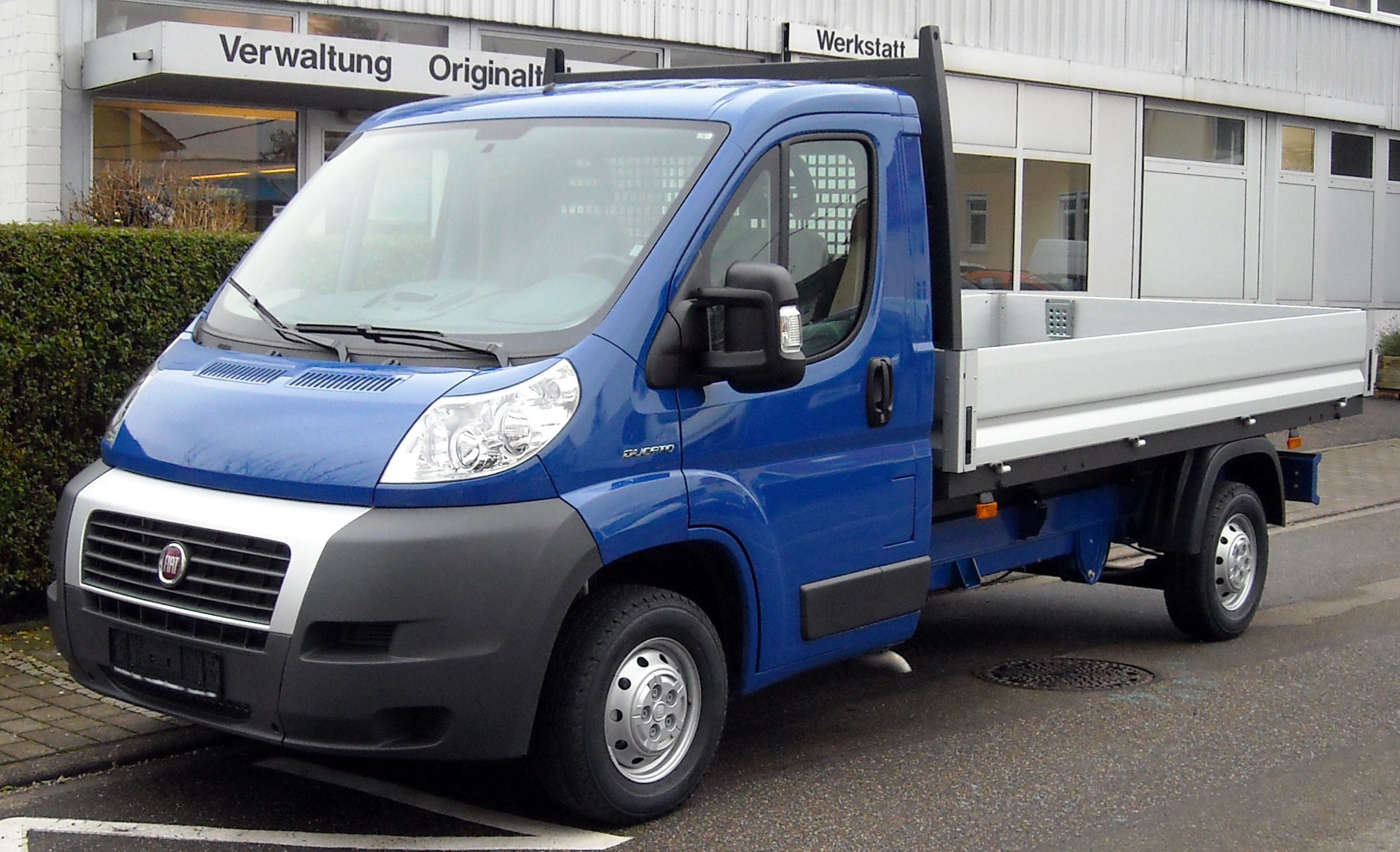
Derde generatie Fiat Ducato als pick-up (2006-2014)
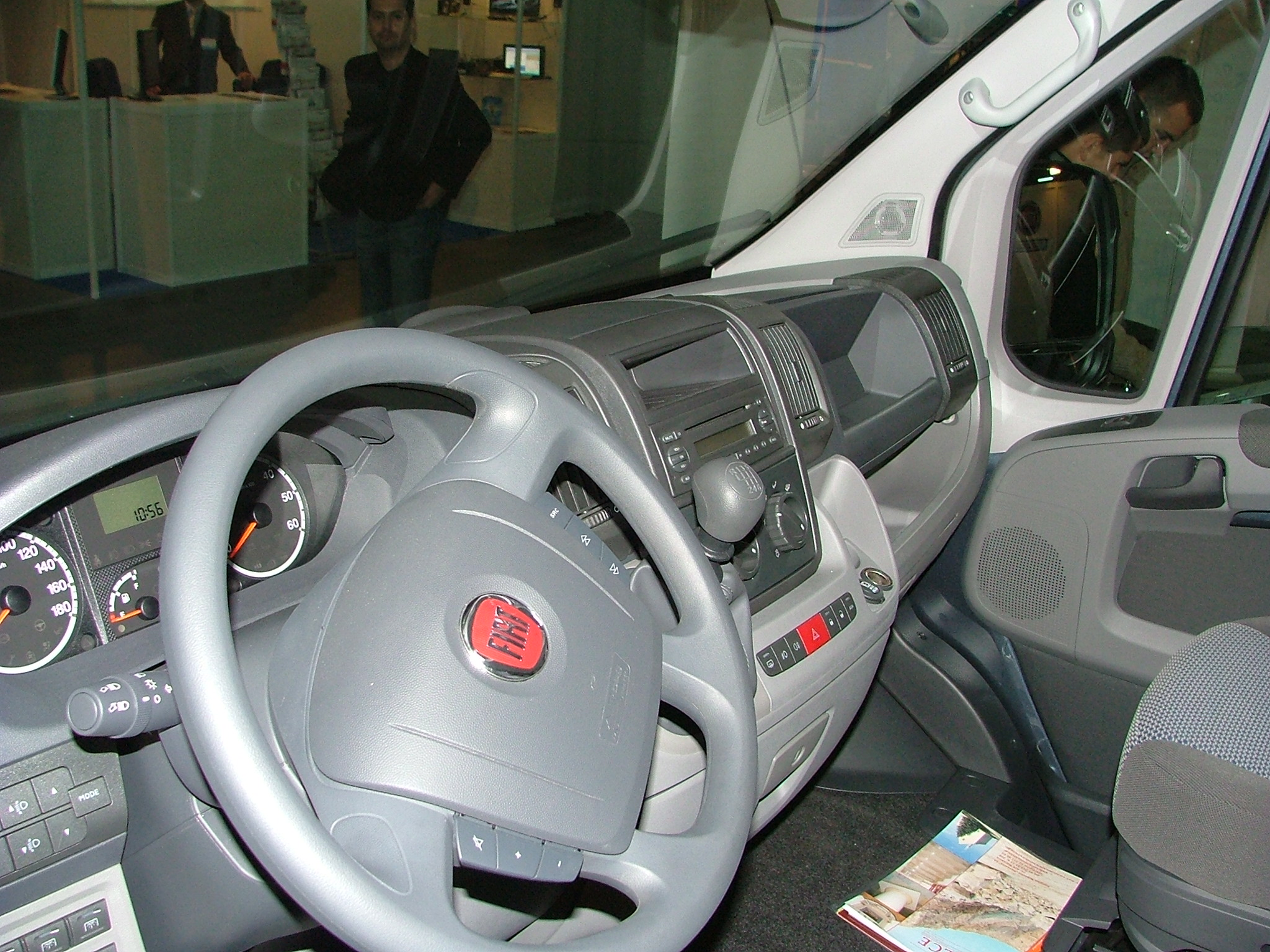
Dashboard
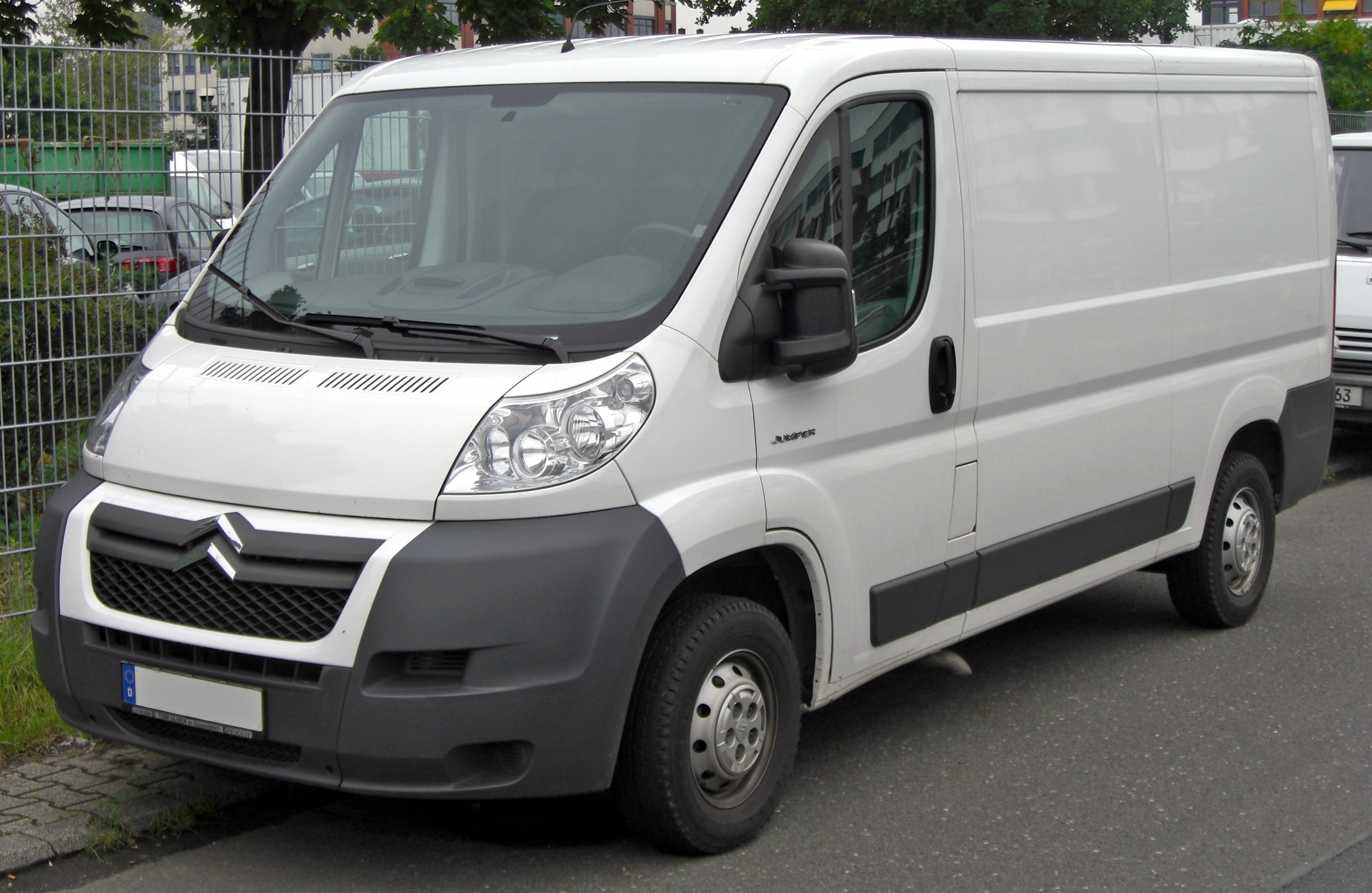
Derde generatie Citroën Jumper (2006-2014)
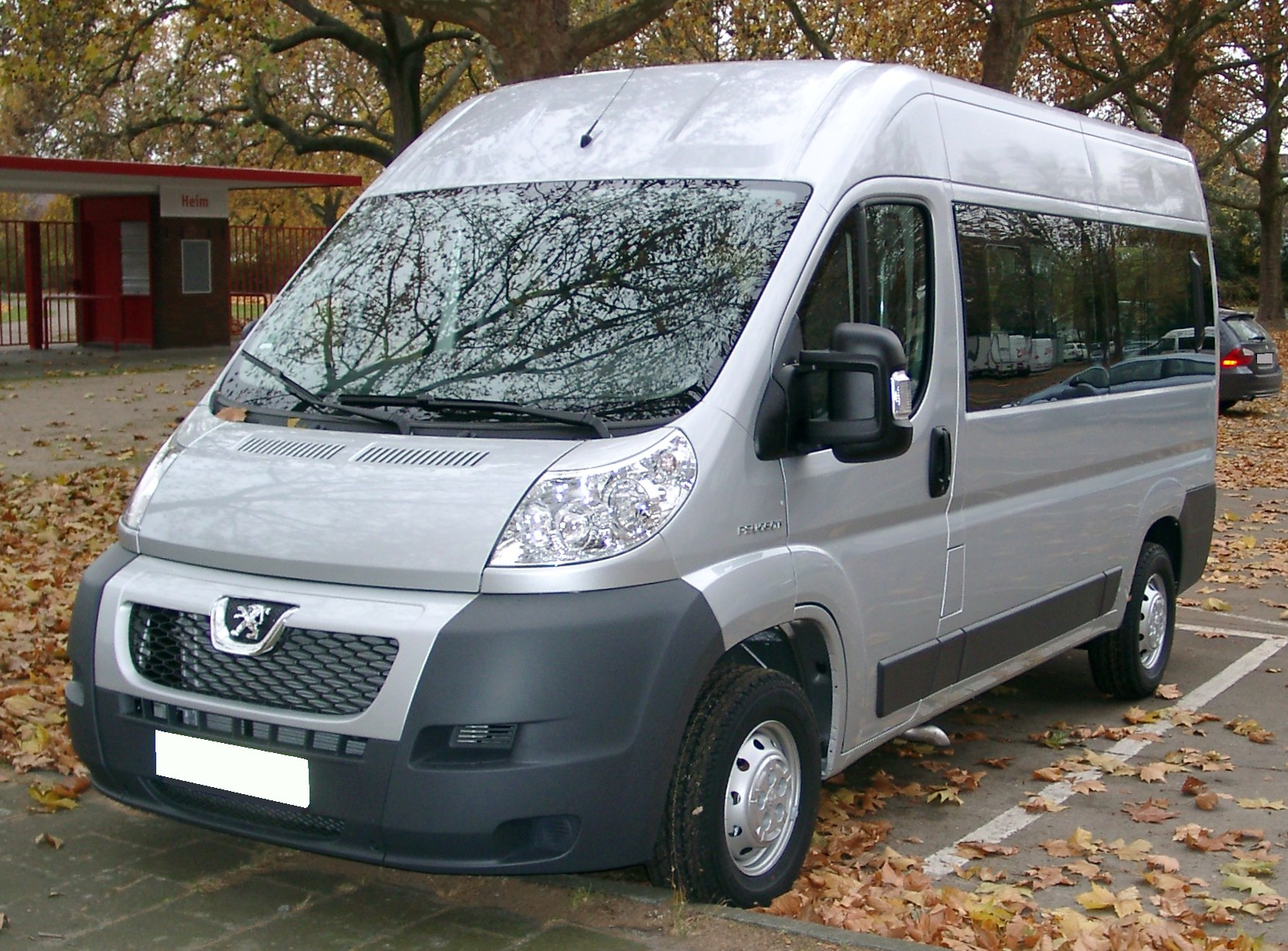
Derde generatie Peugeot Boxer (2006-2014)

In februari 2013 onthulde Ram Commercial Trucks (onderdeel van het merk Ram Trucks van de Chrysler Group) de Ram ProMaster tijdens de Chicago Auto Show. Sinds het faillissement van Chrysler in 2009 en de daaropvolgende overname door Fiat, had Chrysler geen grote bestelwagen aangeboden in de Verenigde Staten of Canada.
In mei 2014 werden alle modellen, met uitzondering van de nieuw geïntroduceerde Ram ProMaster, opnieuw onderworpen aan uitgebreide optische en technische vernieuwingen.
In 2021 kwam de Opel Movano beschikbaar op hetzelfde platform als de Fiat Ducato. Dit was een logisch gevolg van de overname van Opel door Stellantis.

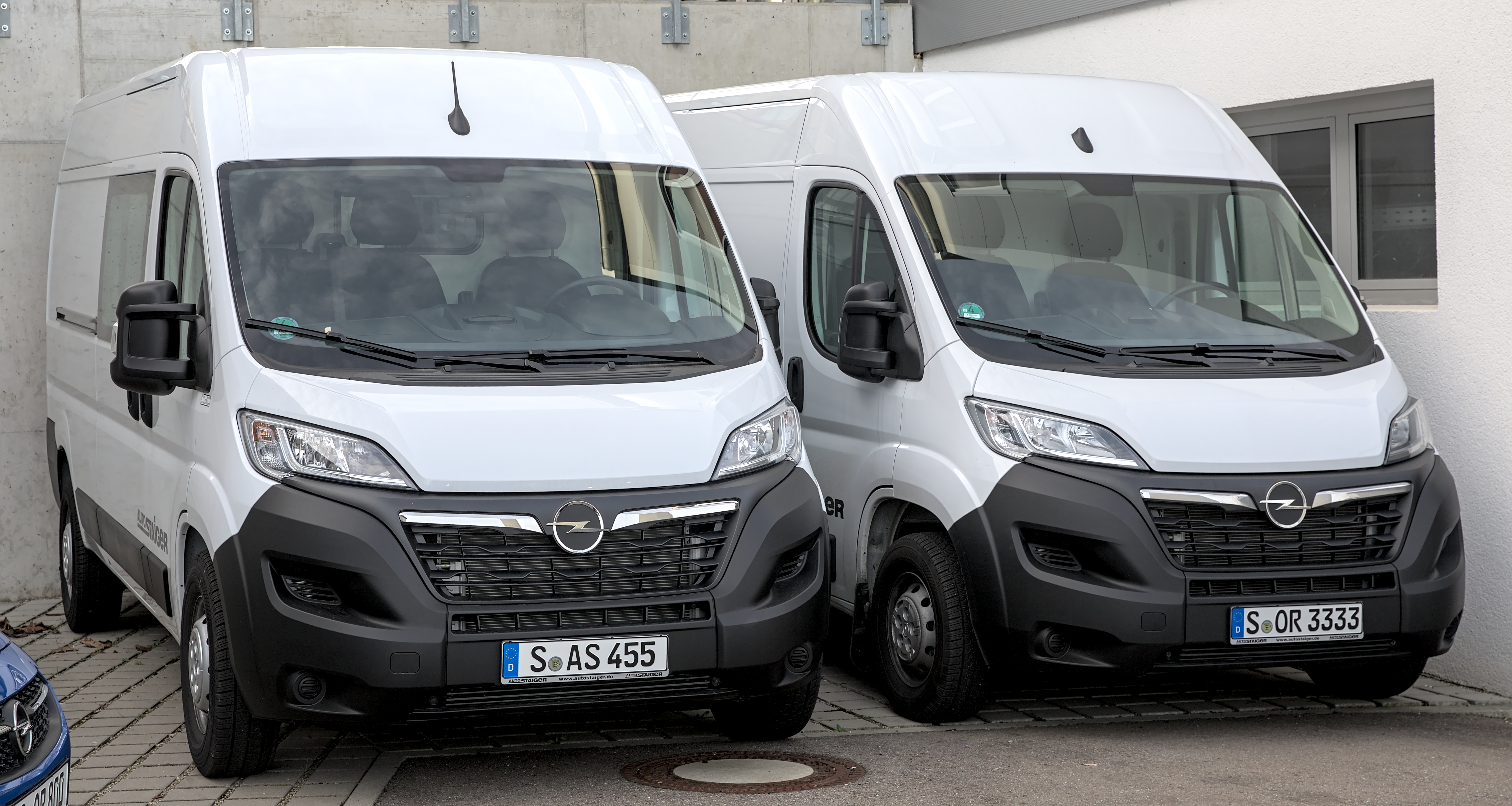
Opel Movano

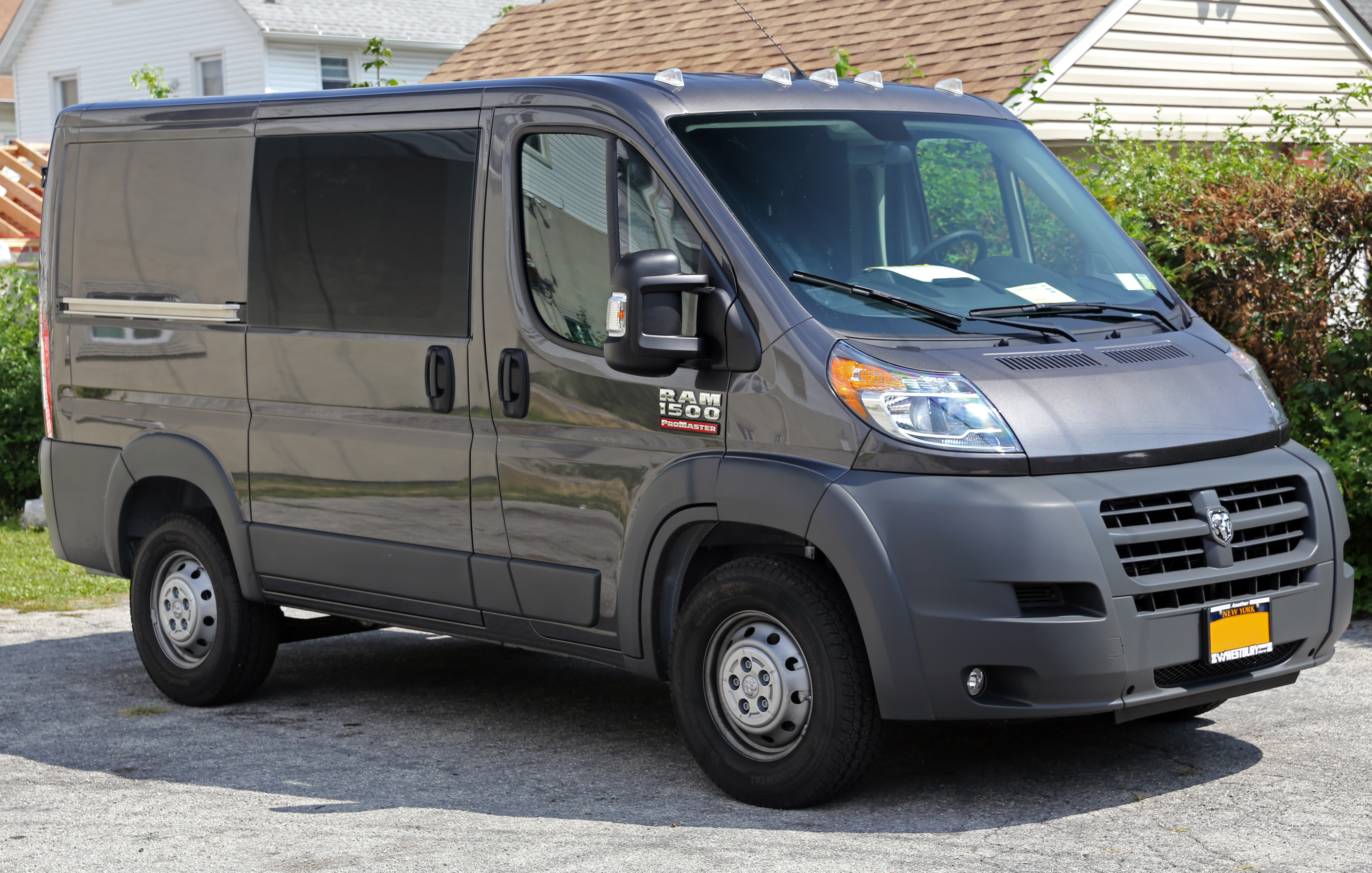
Ram ProMaster
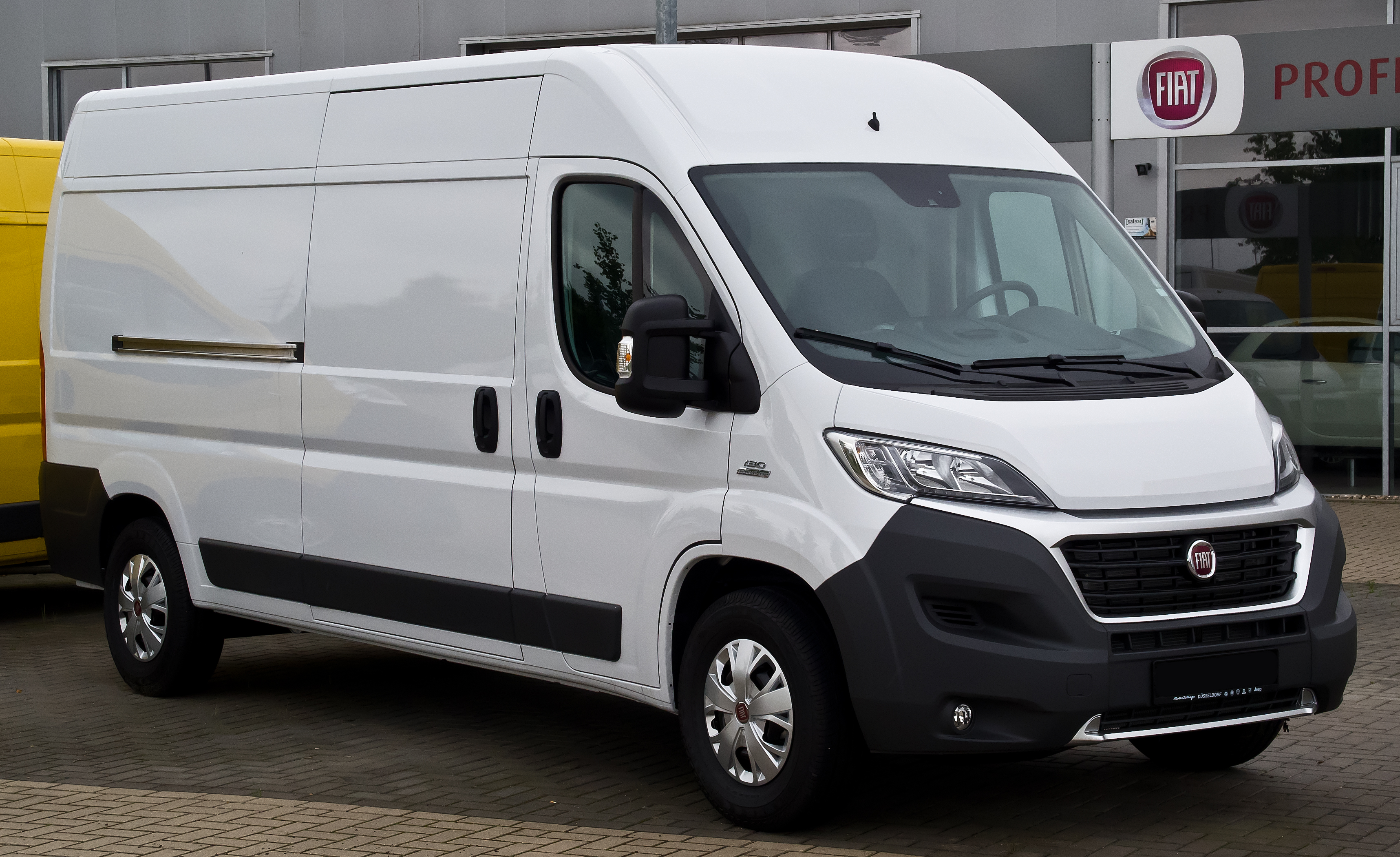
Derde generatie Fiat Ducato (sinds 2014)
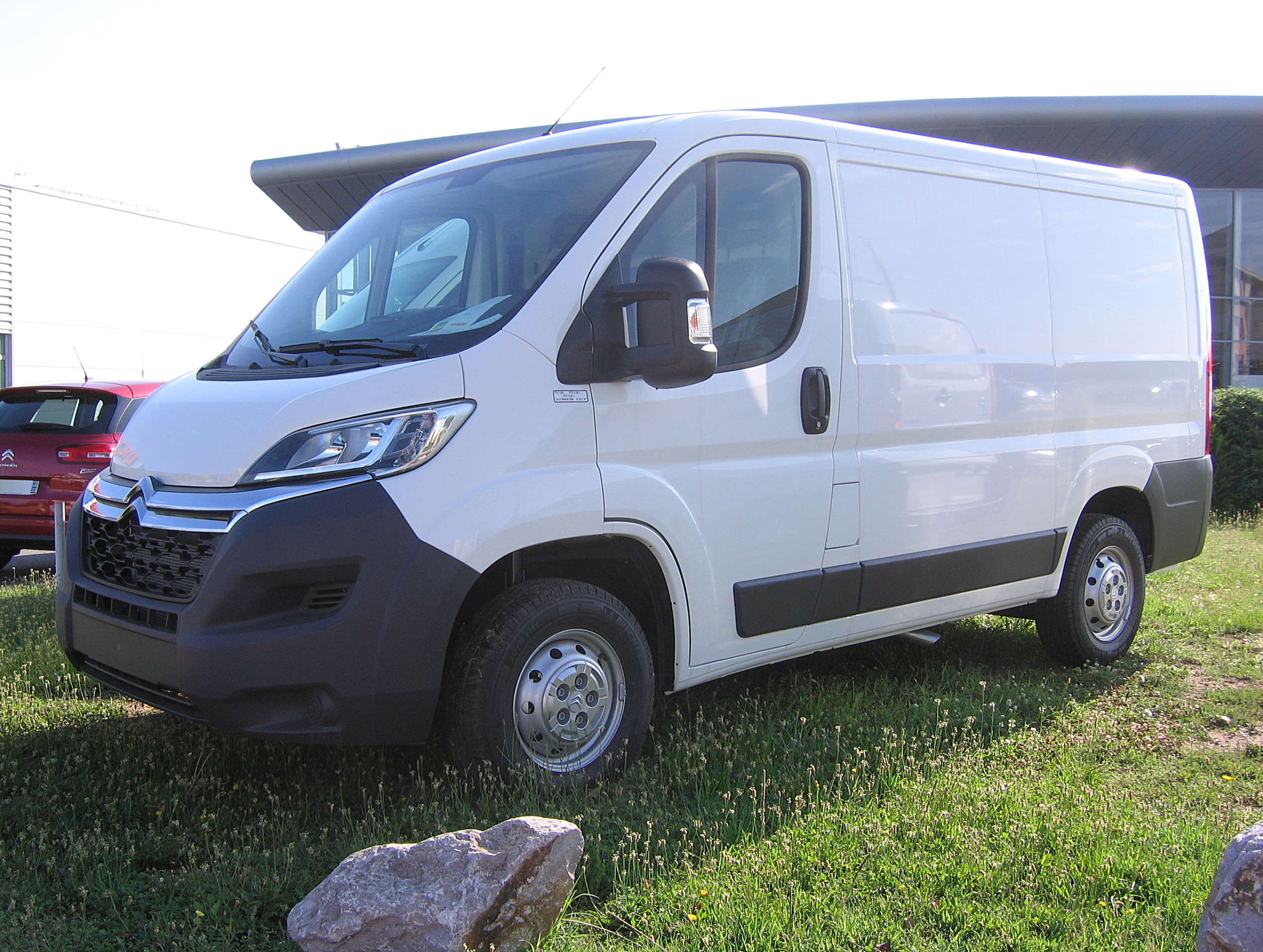
Tweede generatie (sinds 2014)
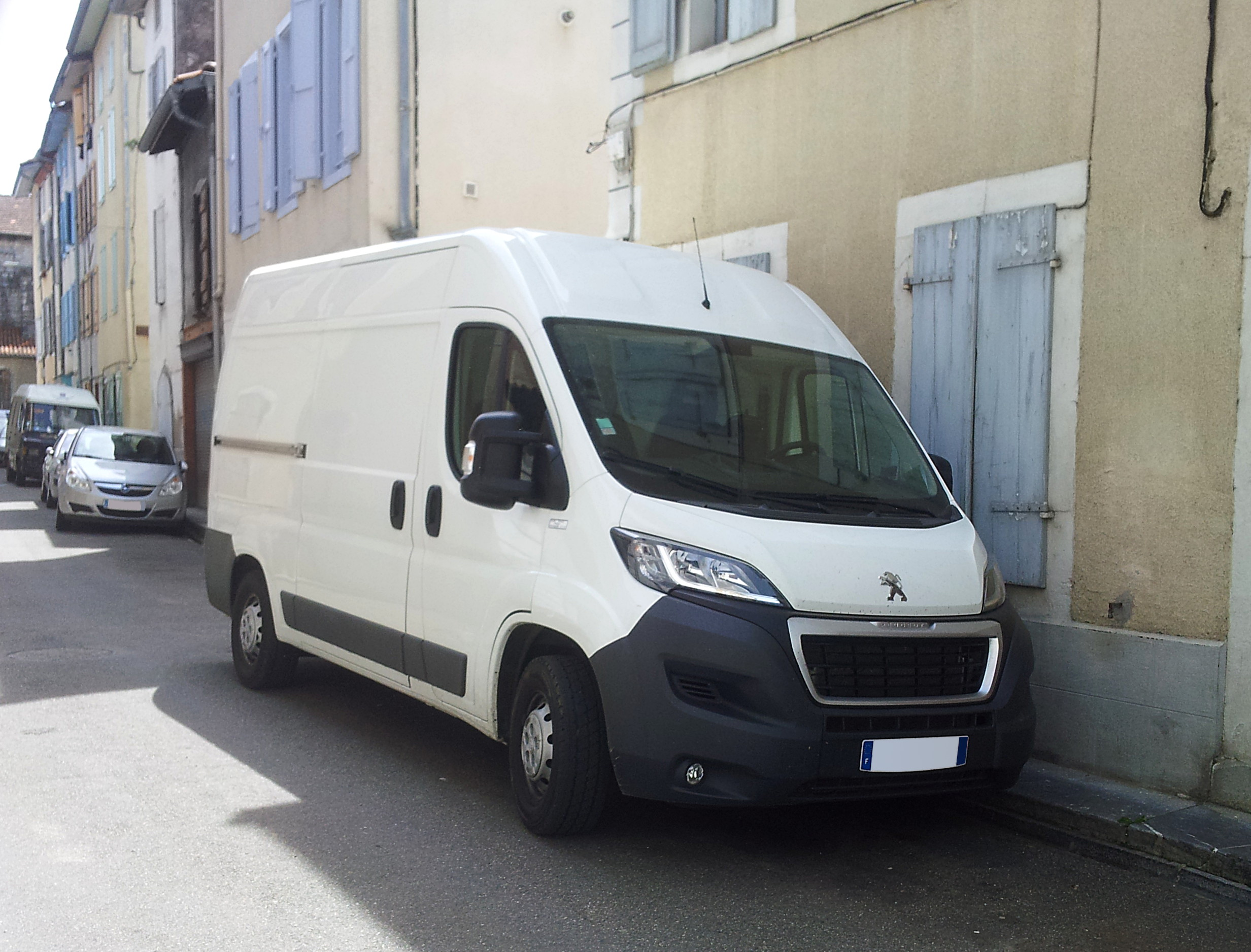
Tweede generatie (sinds 2014)

Huidige modellen: 
124 Spider ·
500 ·
500e ·
500L ·
500X ·
600 ·
Aegea ·
Argo ·
Cronos · 
Doblò · 
Ducato ·
Fiorino ·
Fullback ·
Linea ·
Palio · 
Panda · 
Punto · 
Qubo ·
Scudo · 
Siena ·
Strada ·
Tipo · 
Ulysse
Historische modellen na de Tweede Wereldoorlog: 
124 · 
125 · 
126 · 
127 · 
128 · 
130 · 
131 · 
132 · 
133 · 
147 · 
148 · 
242 ·
500 ·
600 · 
600 Multipla · 
850 · 
1100 · 
1200 · 
1300/1500 · 
1400/1900 · 
1800/2100 · 
2300 · 
Albea ·
Argenta · 
Barchetta · 
Bianchina ·
Bravo · 
Brío · 
Campagnola · 
Cinquecento · 
Coupé · 
Croma · 
Dino · 
Duna · 
Elba ·
Fiorino ·
Freemont ·
Grande Punto ·
Idea ·
Marea · 
Marengo · 
Mod 5 · 
Multipla · 
Oggi · 
Panorama · 
Penny · 
Prêmio · 
Regata · 
Ritmo · 
Sedici ·
Seicento · 
Spazio · 
Stilo ·
Talento · 
Tempra · 
Tipo · 
Turbina · 
Uno · 
Vivace · 
X1/9
Historische modellen voor de Tweede Wereldoorlog: 
1 · 
1T · 
10 HP · 
12 HP · 
24 HP · 
2B Torpedo · 
4 HP · 
501 · 
502 · 
503 · 
505/507 · 
508 · 
509 · 
510/512 · 
514 · 
515 · 
518 · 
519 · 
520 · 
521 · 
522 · 
524 · 
525 · 
527 · 
60 HP · 
70 · 
801 · 
1100 · 
1500 · 
2800 · 
Brevetti · 
Laundolet · 
Modello O · 
Tipo 2 · 
Tipo Torpedo · 
Topolino · 
Zero